# Supercoppa turca 2019 (pallavolo maschile)
La Supercoppa turca 2019 si è svolta il 23 ottobre 2019: al torneo hanno partecipato due squadre di club turche e la vittoria finale è andata per la prima volta al Galatasaray.

## Regolamento
Le squadre hanno disputato una gara unica.

## Squadre partecipanti
| Squadra     | Qualificazione                                            | Ultima partecipazione |
| ----------- | --------------------------------------------------------- | --------------------- |
| Fenerbahçe  | Vincitrice Efeler Ligi 2018-19 / Coppa di Turchia 2018-19 | Supercoppa turca 2017 |
| Galatasaray | Finalista Coppa di Turchia 2018-19                        | Supercoppa turca 2012 |

## Torneo
| 23 ottobre 2019 Başkent Voleybol Salonu, Ankara Durata: 2h:16 - Spettatori: 5 000 | Fenerbahçe | 2 - 3 | Galatasaray | 23-25, 25-16, 25-22, 23-25, 6-15 |